# 恋のキラキラ星
「恋のキラキラ星」 (こいのキラキラぼし、原題： When the Lovelight Starts Shining Through His Eyes) は、スプリームスが1963年に発表した楽曲。鳴かず飛ばずだったスプリームスはこの曲によって初めてビルボードTop40にチャートインすることができ（23位）、R&Bチャートでも2位を記録した。

## 概要
1960年にザ・スプリームス（当時のグループ名はザ・プライメッツ）は最初のシングルをリリース。そこからレコードの売り上げは低迷し続けた。1963年6月、スモーキー・ロビンソンが作詞作曲しプロデュースした「A Breathtaking Guy」を発表するが、全米チャート75位にとどまった。ベリー・ゴーディはついに決断。マーサ&ザ・ヴァンデラスの「ヒート・ウェイヴ」やザ・ミラクルズの「ミッキーズ・モンキー」など立て続けにヒットを飛ばした3人のソングライターチーム、ホーランド＝ドジャー＝ホーランドにスプリームスを預けた。
1963年10月1日、デトロイトのヒッツヴィルUSAでホーランド＝ドジャー＝ホーランド作詞作曲による「恋のキラキラ星」のレコーディングは行われた。プロデューサーを務めるブライアン・ホーランドとラモント・ドジャーはフィル・スペクターが作り上げたウォール・オブ・サウンドに挑戦するとともに、スペクターに対する回答のつもりで音づくりを行った。フォー・トップスのメンバーが間奏近くの掛け声で参加。
同年10月31日、シングルとして発表された。B面は同じくホーランド＝ドジャー＝ホーランドが書いた「愛の十字路（Standing at the Crossroads of Love）」。その後、8月31日発売のアルバム『Where Did Our Love Go』に収録された。シングル・バージョンは2分38秒と短く、ダイアナ・ロスのリード・ボーカルに深くエコーがかかっている。一方、アルバム・バージョン（3分3秒）のロスのボーカルにはエコーはほとんどかかってない。
ビルボード・チャートで23位を記録し、同R&Bチャートで2位を記録した。キャッシュボックス Top 100では20位に届いた。
ダスティ・スプリングフィールドがアルバム『A Girl Called Dusty』（1964年）の中でカバーしている。またゾンビーズもカバーしており、1985年に発売されたコンピレーションアルバム『Live On The BBC 1965-1967』に収録されている。